# Eksempel
Et eksempel er en henvisning til en konkret realisation af et generelt fænomen eller abstrakt idé, med det formål at lette modtagerens forståelse. I den henseende er eksemplet beslægtet med illustrationen. (Selv om de fleste eksempler består af tekst, kan et eksempel også godt være et billede, en gestus eller et andet objekt. Brugssituationen er det definerende element.) 
Mange eksempler er underbegreber (hyponymer) af det de eksemplificerer; således kan ”2. verdenskrig” (konkret historisk begivenhed) bruges som et eksempel på ”krig” (generelt). Den foregående sætning (konkret eksisterende) er i sig selv et eksempel på (ideen om) ”eksempel” (abstrakt).
På dansk introduceres et eller flere eksempler ofte med ordene for eksempel, der kan forkortes f.eks. eller fx.
Fra latin kendes forkortelsen e.g., der står for exempli gratia ’for eksempels skyld’. Den har spredt sig til mange af de skriftsprog der har været under påvirkning af den latinske tradition, fx engelsk.